# 淡雪 (遊佐未森のアルバム)
『淡雪（あわゆき）』は、遊佐未森の18枚目のオリジナル・アルバム。
2012年1月18日にヤマハミュージックコミュニケーションズ から発売された。規格品番はYCCW-10167。

## 概要
前作のオリジナルアルバム『銀河手帖』から2年半後に発売された。
前年に東日本大震災が発生し、震災復興支援のチャリティーコンサートなどに精力的に参加する中で制作された。

## 収録曲
特記以外　作詞・作曲：遊佐未森　編曲：渡辺等・遊佐未森
1. 欅 〜光りの射す道で〜
2. Snow Rose
3. 花と夢
4. poetry days
5. カラフル!
作曲：鴨宮諒
6. 銀河に恋するプラネタリウム
7. いつでも夢を（檀れいとのデュエット）
作詞：佐伯孝夫
作曲：吉田正
8. アアルトの曲線
編曲：渡辺等
9. 桜、君思う
10. Lily of the Valley
編曲：遊佐未森・渡辺シュンスケ
11. 風の自転車

## 参加ミュージシャン
- 渡辺等(B, others)
- 今堀恒雄(G)
- 佐野康夫(Ds)
- 西海孝(G)
- 楠均(Ds, Perc)
- 渡辺シュンスケ(Key)
- 近藤研二(G) from 栗コーダーカルテット
- 吉野友加(Irish Harp) from tico moon
- 影山敏彦(G)）from tico moon
- 壇れい(Vo)